# O minnes du barndomens lyckliga dagar
O minnes du barndomens lyckliga dagar är en psalm som skrevs 1894 av en okänd författare. Den publicerades 1896 i August Anderssons "Det glada budskapet" med titeln O minnes du än från de hänsvunna dagar. Den utgavs också 1901 i "Ungdomsstjärnan" och 1904 i John J. Daniels "Sions Glädjebud".